# داريوس شارليس
داريوس شارليس (10 ديسمبر 1987 في المملكة المتحدة - ) (بالإنجليزية: Darius Charles)‏ هو لاعب كرة قدم بريطاني في مراكز الوسط والدفاع والهجوم. شارك مع منتخب إنجلترا لكرة القدم C ‏. أما مع النوادي، فقد لعب مع إبسفليت يونايتد وستيفيناغ بوروه ونادي برينتفورد ونادي ييدينغ ‏ ونادي كرولي تاون وساتون يونايتد وStaines Town F.C. ‏ وThurrock F.C. ‏ وإيه أف سي ويمبلدون ونادي بيرتن ألبيون.

## وصلات خارجية
- داريوس شارليس على موقع قاعدة بيانات كرة القدم.إي يو (الإنجليزية)
- داريوس شارليس على موقع Soccerbase.com (لاعب) (الإنجليزية)